# Blagung
Blagung is een bestuurslaag in het regentschap Boyolali van de provincie Midden-Java, Indonesië. Blagung telt 4695 inwoners (volkstelling 2010).